# Stylochaeta stylifera
Stylochaeta stylifera är en djurart som tillhör fylumet bukhårsdjur, och som först beskrevs av Voigt 1901.  Stylochaeta stylifera ingår i släktet Stylochaeta och familjen Dasydytidae. Inga underarter finns listade i Catalogue of Life.